# Terminalia macroptera
Terminalia macroptera là một loài thực vật có hoa trong họ Trâm bầu. Loài này được Guill. & Perr. miêu tả khoa học đầu tiên năm 1832.